# ماري ك. فيرنون
ماري ك. فيرنون (بالإنجليزية: Mary K. Vernon)‏ هي عَالِمَة حاسوب أمريكية، ولدت في 1953.